# Les combattants seront déployés !
Les combattants seront déployés ! (戦闘員、派遣します！, Sentōin, hakenshimasu!) est une série de light novel écrite par Natsume Akatsuki et illustrée par Kakao Lanthanum. Publiée à l'origine en ligne comme étant un roman amateur sur le site Shōsetsuka ni narō, elle est éditée en light novel par Kadokawa dans sa collection Kadokawa Sneaker Bunko depuis novembre 2017. Une adaptation en manga de Masaaki Kiasa est publiée dans le magazine Monthly Comic Alive depuis mars 2018. Une adaptation en série télévisée d'animation est diffusée du 4 avril 2021 au 20 juin 2021.

## Synopsis
Après que la société secrète Kisaragi (キサラギ) est parvenue à dominer le monde après avoir vaincu les héros, ses dirigeantes souhaitent envahir une autre planète. L'Agent No 6, un être humain amélioré, est ainsi choisi pour être envoyé en reconnaissance sur une planète similaire à la Terre avec l'inexpressive androïde Alice Kisaragi, conçue pour servir de soutien.
En arrivant à destination, ils se rendent vite compte que leur mission sera plus compliquée à réaliser que prévu ; la planète qu'ils s'apprêtaient à envahir est un monde de fantasy dans lequel les humains sont en guerre avec l'Armée du Roi-Démon. No 6 s'infiltre dans le royaume de Grace gouverné par les humains en tant que professionnel du combat, et y est nommé à la tête d'une escouade pour battre les hordes de démons, qui est composée de Snow, l'ancienne capitaine de la Garde royale du royaume, de Rose, une chimère obtenant les capacités de ce qu'elle a mangé, et de Grimm, une archevêque d'une divinité maléfique. Accompagné de sa petite troupe atypique, No 6 va chercher par tous les moyens, même les plus fourbes et scandaleux, à vaincre les démons et prendre le royaume de revers pour le conquérir.

## Personnages

### Personnages principaux
Agent No 6 (戦闘員六号, Sentōin Roku-gō)
Voix japonaise : Yūsuke Shirai (ja),, voix française : Alexandre Crépet
Un être humain amélioré de la société secrète Kisaragi cherchant une promotion et une amélioration de ses conditions de travail. Bien qu'il soit un irrécupérable pervers, il est l'un des agents les plus efficaces de l'organisation.
Alice Kisaragi (アリス＝キサラギ, Arisu Kisaragi)
Voix japonaise : Miyu Tomita,, voix française : Marie Braam
Une androïde inexpressive créée par la société secrète Kisaragi qui a pour habitude de s'exprimer sans filtre. Elle se décrit comme une « belle androïde haut de gamme ».
Snow (スノウ, Sunō)
Voix japonaise : Sayaka Kikuchi (ja),, voix française : Claire Tefnin
Snow est l'ancienne capitaine de la Garde royale du royaume de Grace. Orpheline issue d'une bidonville, elle a travaillé d'arrache-pied pour obtenir ce titre. En conséquence, elle adore l'argent et le mérite. Elle en veut énormément à No 6 pour l'avoir faite rétrograder de ce poste.
Rose (ロゼ, Roze)
Voix japonaise : Natsumi Murakami (ja),, voix française : Marie Du Bled
Rose est une chimère artificielle de combat, qui obtient les capacités des bêtes magiques qu'elle mange. Elle respecte la volonté de celui qu'elle considère comme son papi, son créateur décédé.
Grimm (グリム, Gurimu)
Voix japonaise : Minami Takahashi (ja),, voix française : Sophie Pyronnet
Une archevêque servant Zénarith, une ancienne divinité maléfique de l'immortalité et de la calamité, et qui cherche à se marier. Elle est capable de revenir à la vie.

### Société secrète Kisaragi
Astaroth (アスタロト, Asutaroto)
Voix japonaise : Sayumi Watabe (ja), voix française : Lise Leclercq
Une des cheffes suprêmes de Kisaragi, connue sous le nom de « Astaroth la Reine des glaces » (氷結のアスタロト, Hyōketsu no Asutaroto). Elle est souvent anxieuse à propos de No 6, car il est entré en contact avec de nombreuses femmes lors de son expédition alors qu'elle a des sentiments pour lui.
Bélial (ベリアル, Beriaru)
Voix japonaise : Rina Hidaka, voix française : Sophie Pyronnet
Une des cheffes suprêmes de Kisaragi, connue sous le nom de « Bélial la Flamme infernale » (業火のベリアル, Gōka no Beriaru). Elle gère principalement le commandement des combattants.
Lilith (リリス, Ririsu)
Voix japonaise : Kaori Ishihara, voix française : Sophia Atman
Une des cheffes suprêmes de Kisaragi, connue sous le nom de « Lilith la Ténébreuse » (黒のリリス, Kuro no Ririsu). Elle est supposée être la meilleure scientifique du monde, elle a notamment développé Alice et les appareils de transfert.

## Productions et supports

### Light novel
Écrite par Natsume Akatsuki sous le nom de plume Hideaki Natsuki, la série de romans amateurs Sentōin, hakenshimasu! (戦闘員、派遣します！) est initialement publiée en ligne sur le site au contenu généré par les utilisateurs Shōsetsuka ni narō entre le 19 août et le 10 septembre 2012 avec 68 chapitres mis en ligne,. Kadokawa a acquis les droits d'édition de la série pour une publication physique et l'a adaptée en light novel avec des illustrations de Kakao Lanthanum dans sa collection Kadokawa Sneaker Bunko depuis novembre 2017. À ce jour, six volumes ont été publiés.
En Amérique du Nord, la maison d'édition Yen Press édite la version anglaise depuis septembre 2019,. Une édition en chinois traditionnel est publiée par Kadokawa Taiwan Corporation (ja) depuis janvier 2019,.

#### Liste des volumes
| no | Japonais           | Japonais          |
| no | Date de sortie     | ISBN              |
| -- | ------------------ | ----------------- |
| 1  | 1er novembre 2017  | 978-4-04-106110-7 |
| 2  | 1er mai 2018       | 978-4-04-106112-1 |
| 3  | 1er avril 2019     | 978-4-04-107556-2 |
| 4  | 1er septembre 2019 | 978-4-04-107557-9 |
| 5  | 1er janvier 2020   | 978-4-04-108974-3 |
| 6  | 1er septembre 2020 | 978-4-04-109537-9 |

### Manga
Une adaptation en manga, dessinée par Masaaki Kiasa, est lancée sur le webzine Monthly Comic Alive depuis le 27 mars 2018. Les chapitres sont rassemblés et édités dans le format tankōbon par Kadokawa avec le premier volume publié en août 2018 ; à ce jour, sept volumes tankōbon ont été publiés.
En Amérique du Nord, la maison d'édition Yen Press édite la version anglaise depuis septembre 2019,.

#### Liste des volumes
| no | Japonais          | Japonais          |
| no | Date de sortie    | ISBN              |
| -- | ----------------- | ----------------- |
| 1  | 23 août 2018      | 978-4-04-065045-6 |
| 2  | 23 mars 2019      | 978-4-04-065494-2 |
| 3  | 20 septembre 2019 | 978-4-04-064027-3 |
| 4  | 23 mars 2020      | 978-4-04-064500-1 |
| 5  | 23 septembre 2020 | 978-4-04-064893-4 |
| 6  | 23 mars 2021      | 978-4-04-680305-4 |
| 7  | 22 septembre 2021 | 978-4-04-680734-2 |

### Anime

Logo français de la série d'animation sur Wakanim.

Une adaptation en série télévisée d'animation a été annoncée lors d'une commémoration diffusée en direct pour le premier anniversaire du site de light novel de Kadokawa, Kimirano, le 15 mars 2020,. Celle-ci est réalisée par Hiroaki Akagi au studio d'animation J. C. Staff avec les scripts de Yukie Sugawara et les character designs de Sōta Suwa tandis que Masato Kōda compose la musique chez Nippon Columbia,. La série est diffusée du 4 avril 2021 au 20 juin 2021 sur AT-X, et un peu plus tard sur Tokyo MX, KBS, SUN et BS-NTV.
Coproductrice de la série, Funimation la diffuse sur sa plateforme en Amérique du Nord et dans les îles britanniques, en Europe à travers Wakanim mais également en Australie et en Nouvelle-Zélande via AnimeLab, ; dans les pays francophones, la série est intitulée Les combattants seront déployés !. Depuis le 25 avril 2021, la plateforme française diffuse également une version doublée en français de la série réalisée par la société de doublage Hiventy, sous la direction artistique de Cécile Florin, par des dialogues adaptés d'Emmanuel Pettini.
La chanson de l'opening, intitulée No.6, est interprétée par Miku Itō tandis que celle de l'ending, Home Sweet Home, est interprétée par les seiyū Miyu Tomita, Sayaka Kikuchi (ja), Natsumi Murakami (ja) et Minami Takahashi (ja) sous le nom de leur personnage.

#### Liste des épisodes
| No | Titre français                    | Titre japonais             | Titre japonais                   | Date de 1re diffusion |
| No | Titre français                    | Kanji                      | Rōmaji                           | Date de 1re diffusion |
| -- | --------------------------------- | -------------------------- | -------------------------------- | --------------------- |
| 1  | Agents secrets à envoyer !        | 工作員、派遣します！       | Kōsakuin, hakenshimasu!          | 4 avril 2021          |
| 2  | Rivaux à écraser !                | 商売仇を蹂躙せよ           | Shōbaigataki o jūrin seyo        | 11 avril 2021         |
| 3  | Tour à capturer !                 | 正しい塔の攻略法           | Tadashii tō no kōryaku-hō        | 18 avril 2021         |
| 4  | Généraux du mal à abattre !       | 悪の幹部の倒し方           | Aku no kanbu no taoshikata       | 25 avril 2021         |
| 5  | Titre de Héros à décrocher !      | ヒーローになるために       | Hīrō ni naru tame ni             | 2 mai 2021            |
| 6  | Les combattants seront déployés ! | 戦闘員、派遣します！       | Sentōin, haken shimasu!          | 9 mai 2021            |
| 7  | Arnaqueuses à marier !            | ペテン師系婚活女子         | Petenshi-kei konkatsu joshi      | 16 mai 2021           |
| 8  | Chevalier malicieux à corrompre ! | 腹黒系汚職騎士             | Haragurokei oshoku kishi         | 23 mai 2021           |
| 9  | Chimère à rassasier !             | 肉食系女子キメラ           | Nikushokukei joshi kimera        | 30 mai 2021           |
| 10 | Cheffes de Kisaragi à contacter ! | キサラギ幹部、配信します！ | Kisaragi kanbu, haishin shimasu! | 6 juin 2021           |
| 11 | Chefs du mal à faire pleurer !    | 悪の幹部の泣かせ方         | Aku no kanbu no nakasekata       | 13 juin 2021          |
| 12 | Le sage et le puissant            | 強い相棒と賢い相棒         | Tsuyoi aibō to kashikoi aibō     | 20 juin 2021          |

## Accueil
En avril 2019, le tirage de la franchise s'élève à plus de 150 000 exemplaires. En mars 2020, il a été annoncé qu'il a dépassé les 200 000 copies.

### Annotations
1. ↑  Les titres français de l'adaptation en anime proviennent de Wakanim.

### Œuvres
Édition japonaise
Light novel
1. 1 2  (ja) « Tome 1 », sur Kadokawa Sneaker Bunko
2. 1 2  (ja) « Tome 2 », sur Kadokawa Sneaker Bunko
3. 1 2  (ja) « Tome 3 », sur Kadokawa Sneaker Bunko
4. 1 2  (ja) « Tome 4 », sur Kadokawa Sneaker Bunko
5. 1 2  (ja) « Tome 5 », sur Kadokawa Sneaker Bunko
6. 1 2  (ja) « Tome 6 », sur Kadokawa Sneaker Bunko

Manga
1. 1 2  (ja) « Tome 1 », sur Kadokawa
2. 1 2  (ja) « Tome 2 », sur Kadokawa
3. 1 2  (ja) « Tome 3 », sur Kadokawa
4. 1 2  (ja) « Tome 4 », sur Kadokawa
5. 1 2  (ja) « Tome 5 », sur Kadokawa
6. 1 2  (ja) « Tome 6 », sur Kadokawa
7. 1 2  (ja) « Tome 7 », sur Kadokawa